# Стеариновая кислота
Стеариновая кислота (октадекановая кислота) — одноосновная карбоновая кислота алифатического ряда, соответствующая формуле С17Н35COOH (также можно встретить запись в виде молекулярной формулы (брутто-формулы) C18H36O2 или другие варианты рациональной формулы — CH3(CH2)16COOH или C17H35CO2H). Белые кристаллы, нерастворимые в воде и растворимые в диэтиловом эфире. Стеариновая кислота была открыта в свином сале в 1816 году французским химиком М. Шеврёлем.

## Физические свойства
Химически чистая стеариновая кислота имеет вид бесцветных кристаллов. Стеариновая кислота нерастворима в воде, но растворима в эфире. Не имеет запаха.

## Химические свойства
Реагирует со щелочами (с образованием стеаратов):
C17H35COOH + NaOH → C17H35COONa + H2O

## Получение
Стеариновую кислоту получают гидрированием олеиновой кислоты:
C17H33COOH + H2 → C17H35COOH
Стеариновую кислоту также получают синтетическим путём — окислением насыщенных углеводородов соединениями марганца.

## Биологическое значение
Стеариновая кислота — одна из наиболее распространённых в природе жирных кислот, входящая в виде глицеридов в состав липидов, прежде всего триглицеридов жиров животного происхождения, последние выполняют функцию энергетического депо. Содержание стеариновой кислоты в животных жирах максимально в бараньем жире (до ~30 %), в растительных маслах — до 10 % (пальмовое масло).
Синтезируется в организме из пальмитиновой кислоты под действием ферментов — элонгаз, отвечающих за удлинение алифатической цепи жирных кислот.

## Производство
Основным промышленным способом получения стеариновой кислоты является извлечение её из стеарина — продукта гидролиза жиров при производстве мыла. Хотя стеариновую кислоту можно добывать и из растительных жиров, обычно для её производства используется жир животных.

## Промышленное значение и применение
Широко используется в косметической промышленности: стеарат натрия является одним из основных компонентов мыла, сама стеариновая кислота входит в состав многих косметических средств. Применяется в производстве свечей и как мягчитель в производстве резины. Стеараты натрия, калия, лития, кальция, свинца используются как компоненты пластичных смазок (см. литиевые смазки, солидол). В фармацевтической промышленности стеарат магния применяется в качестве смазывающего вещества при прямом прессовании таблеток.